# École d'ingénieurs en génie informatique et productique
 (janvier 2012).
Si vous disposez d'ouvrages ou d'articles de référence ou si vous connaissez des sites web de qualité traitant du thème abordé ici, merci de compléter l'article en donnant les références utiles à sa vérifiabilité et en les liant à la section « Notes et références ».
Créée en 1991, l'école d'ingénieurs en génie informatique et productique était un des départements de l'institut des sciences et techniques de l'université de Valenciennes (ISTV), situé sur le campus du Mont Houy. 

## Historique
Elle a fusionné en 2001 avec deux autres écoles d'ingénieurs du campus, formant ainsi l'École nationale supérieure d'ingénieurs en informatique, automatique, mécanique, énergétique et électronique (ENSIAME), transformée en 2019 en Institut national des sciences appliquées Hauts-de-France (INSA).
L'EIGIP délivrait un diplôme d'ingénieur (ISTV) reconnu par la commission des titres dans trois spécialités :
- informatique industrielle (II)
- maintenance industrielle (MI)
- systèmes intégrés de production (SIP)

## Informatique industrielle
Les ingénieurs issus de cette formation interviennent dans l'automatisation de la production industrielle, en allant des moyens de conception à ceux de fabrication et de contrôle de qualité à toutes les étapes du cycle de vie du système. Ils conçoivent des interfaces, développent des logiciels de conception de conduite, de machines et robots et de gestion d'atelier. Ils sont compétents dans les domaines de la productique en tant qu'utilisateurs ou concepteurs de systèmes permettant l'automatisation et la gestion des moyens de production modernes.

## Maintenance industrielle
L'ensemble de cette formation pluridisciplinaire permet aux diplômés d'occuper des postes à responsabilité dans les entreprises pour les activités concernant aussi bien la maintenance proprement dite, que la modernisation et la création d'équipement de production. Les ingénieurs issus de cette formation sont compétents dans les domaines de la productique en tant qu'utilisateurs ou concepteurs de systèmes intégrant la maintenance, le diagnostic et la gestion des moyens de production.

## Systèmes intégrés de production
Cette formation donne à ses ingénieurs diplômés la capacité de répondre efficacement aux objectifs de plus en plus sévères de coûts, délais, flexibilité et qualités imposés aux systèmes de production par l'évolution des marchés internationaux. Ils exercent leurs activités à l'interface de la technologie, de l'économie et des sciences sociales dans les secteurs industriels ou les sociétés d'ingénierie, à toutes les étapes du cycles de vie des systèmes. Ils sont compétents dans les domaines de l'organisation, de la gestion et l'évolution des systèmes de production.